# Autodrom Môlča
Das Autodrom Môlča ist eine permanente Offroadstrecke in der Gemeinde Môlča bei Banská Bystrica in der Slowakei. Die Strecke war bereits dreimal Austragungsort der Autocross Europa-Meisterschaft.

## Geschichte
Die Rennstrecke in Molca war 1987, 1990 und 2005 Austragungsort für die Autocross-EM. 1988 und 1989 wurde außerdem hier der 1600er Cup, später auch Division 3A genannt, ausgetragen.

## Veranstaltungen
Aktuell finden Läufe der Mitteleuropäischen Autocross-Zonenmeisterschaft, der Internationale Slowakischen Rally-Cross Meisterschaft und die nationalen Meisterschaften der Slowakei, Ungarns und Österreichs statt. Daneben startet auch der ungarische Max Challenge Cup.